# Mario Lopez (aktor)
Mario López Jr. (ur. 10 października 1973 w San Diego) – amerykański aktor i prezenter telewizyjny.

## Życiorys

### Wczesne lata
Urodził się w San Diego, w stanie Kalifornia jako syn Ricardo Mario Lópeza Sr. i Elviry. Ma młodszą siostrę Marissę. Jest pochodzenia meksykańskiego. W szkole średniej trenował zapasy w stylu wolnym. W 1991 ukończył Chula Vista High School.

### Kariera
Profesjonalną karierę aktorską rozpoczął w 1984, kiedy to wystąpił w kilku produkcjach telewizyjnych: sitcomie ABC a.k.a. Pablo (jako młodszy brat Tomás Del Gato) i jednym z odcinków serialu CBS Simon i Simon oraz w programie muzycznym Kids, Incorporated (jako tancerz i perkusista).
Na kinowym ekranie zadebiutował w dramacie Dennisa Hoppera Kolory (1988) u boku Roberta Duvalla i Seana Penna. W sitcomach NBC Byle do dzwonka (1989-1993) i Szkoła urwisów – Hawajska przygoda (1993-1994) zagrał postać muskularnego i atletycznego studenta A.C. Slatera. Popularność przyniosła mu kreacja oficera policji Bobby’ego Cruza w serialu Niebieski Pacyfik (1998-2000). Za rolę doktora Christiana Ramíreza w operze mydlanej CBS Moda na sukces (2006) zdobył w Beverly Hills nominację do nagrody Imagen Foundation.
Jesienią 2006 w parze z Kariną Smirnoff zajął drugie miejsce w finale trzeciej edycji programu Dancing with the Stars.

### Życie prywatne
Od 24 kwietnia do 12 maja 2004 był żonaty z Ali Landry. Od 2006 do czerwca 2008 spotykał się z tancerką Kariną Smirnoff. Jesienią 2008 zaczął spotykać się z tancerką i aktorką Courtney Laine Mazzą, z którą zaręczył się na przełomie 2011 i 2012 i z którą 1 grudnia 2012 wziął ślub. Mają dwoje dzieci: córkę Gię Francescę (ur. wrzesień 2010) oraz syna Dominica (ur. wrzesień 2013).